# 菊地志乃
菊地 志乃（きくち しの、1969年6月20日 - ）は、沖縄県を拠点に活動している日本のフリーアナウンサー。

## 来歴
栃木県宇都宮市出身。宇都宮女子商業高等学校、日本大学法学部政治経済学科卒業。高校在学中、第42回国民体育大会（海邦国体）にバレーボール少年女子栃木県代表のメンバーとして出場したことがある。
大学を卒業後、1993年4月にラジオ沖縄 (ROK) に入社。2002年まで同局のアナウンサーを務めた後、退社してフリーアナウンサーに転向した。退社時期についてはメディアによって記述が異なり、後にゲスト出演したYouTube番組の紹介記事には2002年1月に退社したと記されているが、本人は自らのFacebookアカウントに同年2月まで在籍していたと記している。
フリーに転じてからは琉球放送 (RBC) を主な活動の場とし、2002年から『RBCエリアレポート』のニュースキャスターを務めていた。その後も琉球放送の報道レポーターとして活動し、2012年4月から2013年までは同局の契約アナウンサーを務めていた（この契約の終了時期もメディアによって記述が異なる）。また、その後も2010年代末期に同局のアナウンサーを務めたことがある。

## 担当番組
特記のないものは、すべて沖縄インターネット放送局運営のポータルサイト『そばTV』に記されている菊地のプロフィールからの参考。

### テレビ番組
- RBCエリアレポート（琉球放送） - ニュースキャスター

### ラジオ番組
- シャキッとi（RBCiラジオ） - パーソナリティ
- 歌のない歌謡曲（企画ネット番組） - RBCiラジオ版のパーソナリティ[1]
- 菊地志乃のVilla de Weekend（RBCiラジオ） - パーソナリティ